# Psaume 137 (136)

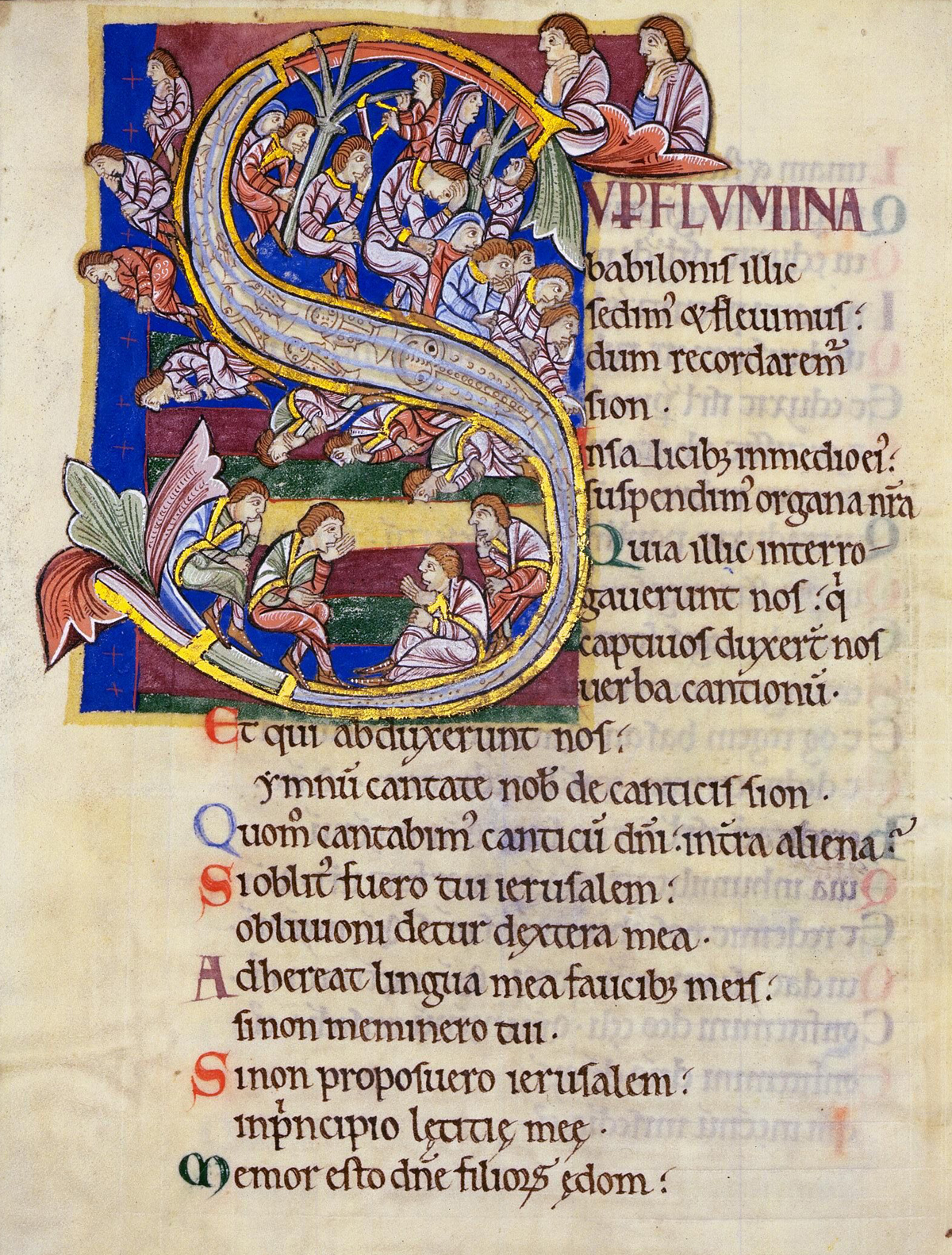
Le psaume 137 dans le psautier de Saint-Alban.

Le psaume 137 (136 selon la Vulgate et la Septante) est l'un des 150 poèmes du livre des Psaumes dans la Bible. C'est le seul qui évoque l'exil à Babylone au VIe siècle av. J.-C. et il est particulièrement connu par les vers « Si je t'oublie, Jérusalem, que ma main droite se dessèche... ».

## Contexte historique
- Conquête et annexion du royaume de Juda par les Babyloniens de Nabuchodonosor II
- Destruction du temple
- Exil d'une partie de la population en Mésopotamie

## Texte
| verset | original hébreu                                                       | traduction française de Louis Segond                                                                                              | Vulgate (en latin) |
| ------ | --------------------------------------------------------------------- | --- | --- |
| 1      | עַל נַהֲרוֹת, בָּבֶל--שָׁם יָשַׁבְנוּ, גַּם-בָּכִינוּ: בְּזָכְרֵנוּ, אֶת-צִיּוֹן                    | Sur les bords des fleuves de Babylone, nous étions assis et nous pleurions, en nous souvenant de Sion.                            | [David Hieremiæ] Super flumina Babylonis illic sedimus et flevimus cum recordaremur Sion                                             |
| 2      | עַל-עֲרָבִים בְּתוֹכָהּ-- תָּלִינוּ, כִּנֹּרוֹתֵינוּ                                      | Aux saules de la contrée nous avions suspendu nos harpes.                                                                         | In salicibus in medio eius suspendimus organa nostra                                                                                 |
| 3      | כִּי שָׁם שְׁאֵלוּנוּ שׁוֹבֵינוּ, דִּבְרֵי-שִׁיר—וְתוֹלָלֵינוּ שִׂמְחָה:שִׁירוּ לָנוּ, מִשִּׁיר צִיּוֹן       | Là, nos vainqueurs nous demandaient des chants, et nos oppresseurs de la joie : Chantez-nous quelques-uns des cantiques de Sion ! | Quia illic interrogaverunt nos qui captivos duxerunt nos verba cantionum et qui abduxerunt nos hymnum cantate nobis de canticis Sion |
| 4      | אֵיךְ--נָשִׁיר אֶת-שִׁיר-יְהוָה: עַל, אַדְמַת נֵכָר                                   | Comment chanterions-nous les cantiques de l’Éternel sur une terre étrangère ?                                                     | Quomodo cantabimus canticum Domini in terra aliena                                                                                   |
| 5      | אִם-אֶשְׁכָּחֵךְ יְרוּשָׁלִָם-- תִּשְׁכַּח יְמִינִי                                          | Si je t’oublie, Jérusalem, que ma main droite se dessèche !                                                                       | Si oblitus fuero tui Hierusalem oblivioni detur dextera mea                                                                          |
| 6      | תִּדְבַּק-לְשׁוֹנִי, לְחִכִּי-- אִם-לֹא אֶזְכְּרֵכִי:אִם-לֹא אַעֲלֶה, אֶת-יְרוּשָׁלִַם-- עַל, רֹאשׁ שִׂמְחָתִי | Que ma langue s’attache à mon palais, si je ne me souviens de toi, si je ne fais de Jérusalem le principal sujet de ma joie !     | Adhereat lingua mea faucibus meis si non meminero tui si non præposuero Hierusalem in principio lætitiæ meæ                          |
| 7      | זְכֹר יְהוָה, לִבְנֵי אֱדוֹם-- אֵת, יוֹם יְרוּשָׁלִָם:הָאֹמְרִים, עָרוּ עָרוּ-- עַד, הַיְסוֹד בָּהּ   | Éternel, souviens-toi des enfants d’Édom, qui, dans la journée de Jérusalem, disaient : Rasez, rasez jusqu’à ses fondements !     | Memor esto Domine filiorum Edom diem Hierusalem qui dicunt exinanite exinanite usque ad fundamentum in ea                            |
| 8      | בַּת-בָּבֶל, הַשְּׁדוּדָה:אַשְׁרֵי שֶׁיְשַׁלֶּם-לָךְ-- אֶת-גְּמוּלֵךְ, שֶׁגָּמַלְתְּ לָנוּ                    | Fille de Babel, la dévastée, heureux qui te rend la pareille, le mal que tu nous as fait !                                        | Filia Babylonis misera beatus qui retribuet tibi retributionem tuam quam retribuisti nobis                                           |
| 9      | אַשְׁרֵי, שֶׁיֹּאחֵז וְנִפֵּץ אֶת-עֹלָלַיִךְ-- אֶל-הַסָּלַע                                   | Heureux qui saisit tes enfants, et les écrase sur le roc !                                                                        | Beatus qui tenebit et adlidet parvulos tuos ad petram                                                                                |

## Analyse des thèmes

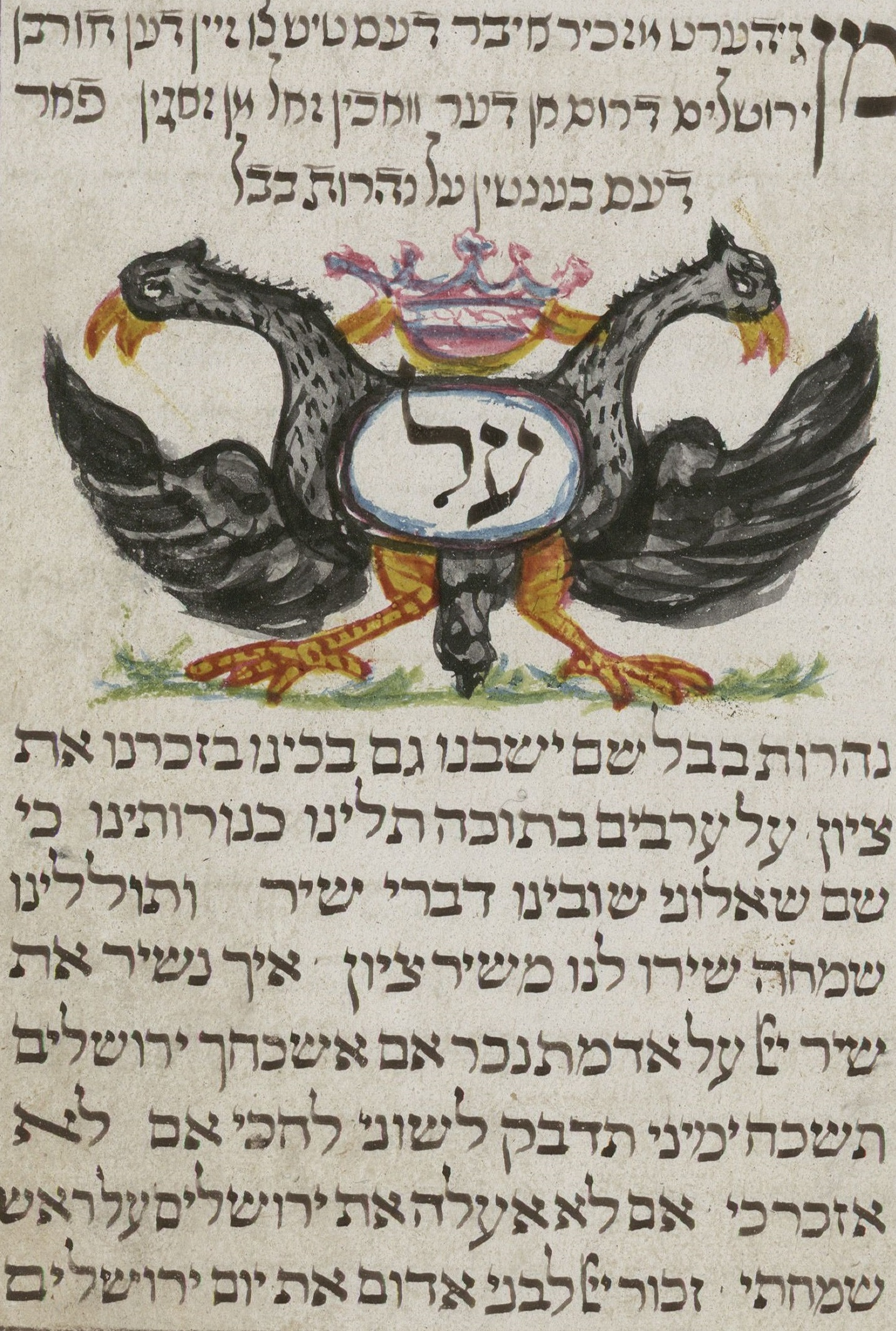
Le Psaume 137 dans le Siddour de Fürth (1738)

Le psaume 137 est une élégie funèbre sur Jérusalem, d'où la prière est absente. Il s'articule en trois sections : le souvenir de Sion ; le serment ; la malédiction des Babyloniens.
Le souvenir de Sion (verset 1 à 4) : les Juifs sont assis au bord des canaux d'irrigation de Babylone et ont pendu leurs harpes aux arbres, signe de leur tristesse. Ils refusent de chanter et danser pour leurs vainqueurs. 
Le serment (verset 5 et 6) : le cœur du psalmiste appartient entièrement à Jérusalem ; il préfère la mutilation à l'oubli de la ville sacrée. 
La malédiction (verset 7 à 9) : le verset 7 rappelle les conditions de la ruine de Sion et en accuse les Édomites, voisins des Hébreux, qu'il joint dans sa malédiction aux Babyloniens. Le psalmiste appelle sur Babylone non seulement la loi du talion, mais plus encore : la mort atroce de ses enfants.
Ce qui rend le psaume 137 si particulier, c'est le réalisme presque « cinématographique »,[réf. nécessaire] inhabituel dans ce type de littérature, qu'installent d'emblée les premiers versets : on imagine les exilés conduits à la promenade le long des canaux de Babylone et sommés par leurs geôliers de chanter et de danser. Il est aussi remarquable par la cruauté et le réalisme de la vengeance appelée sur Babylone, si proche de toutes les guerres dans le monde.

## Philologie
Selon la tradition rabbinique, ce psaume a été écrit par le prophète Jérémie. 
En latin, il est appelé  Super flumina Babylonis, d'après son incipit dans la traduction de saint Jérôme. 
L'hébraïste allemand Paul Ascherson (1834-1913), par ailleurs botaniste et polyglotte, a démontré en 1872 que, dans le passage « Aux saules de la contrée nous avions suspendu nos harpes », la traduction d'« arâbîm » par « saules » est une erreur et qu'il s'agissait en réalité de peupliers de l'Euphrate (Populus euphratica).

## Le psaume 137 dans l'usage liturgique

### Dans le judaïsme

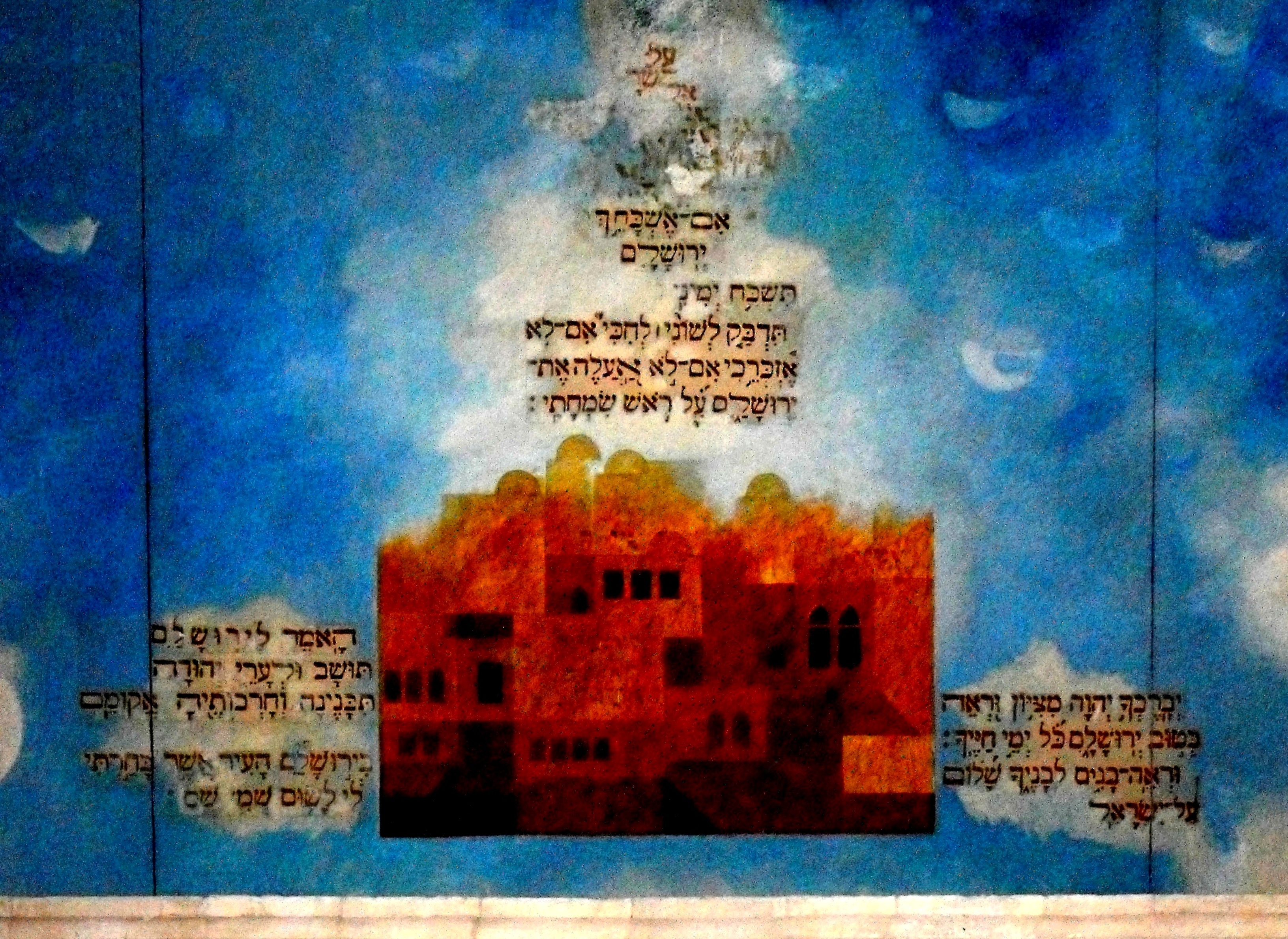
Vieille ville de Jérusalem, synagogue Ben Zakkaï : le psaume 137:5-6 est inscrit au centre, en haut.

Le psaume 137 est récité lors du jeûne de Tisha Beav qui commémore la chute du Temple de Jérusalem. Il est aussi récité dans certaines communautés juives avant le Birkat Hamazon, la prière de grâces après le repas, les jours où elles ne récitent pas le psaume 136. Le verset 7 se trouve dans la Amidah de Rosh Hashanah, et les versets 5 et 6 sont prononcés en conclusion des cérémonies de mariage.

### Dans le christianisme
Depuis le haut Moyen Âge, ce psaume 137 (136) était exécuté lors de la célébration de vêpres du mercredi, selon la règle de saint Benoît, fixée vers 530, car le fondateur de son ordre attribua essentiellement les derniers psaumes aux offices de vêpres,. Dans la liturgie catholique traditionnelle, le premier verset de ce psaume constitue le texte de l'offertoire chanté en grégorien le XXème dimanche après la Pentecôte.
Dans l'Église catholique, depuis le concile Vatican II, les trois derniers versets du psaume ont été retirés des livres liturgiques en raison de leur cruauté difficilement compatible avec le message évangélique.
Dans la liturgie actuelle de la messe, le psaume 137 est lu ou chanté le 4e dimanche de carême de l’année B.
Les orthodoxes et les catholiques orientaux de rite byzantin lisent ce psaume tous les vendredis à l'orthros (matines), sauf pendant l’octave de Pâques. Il est aussi lu à différents offices lors du Grand carême. Il est chanté solennellement à l'orthros lors des trois dimanches qui précèdent le Grand carême.

## Le psaume 137 dans la culture

### Mise en musique

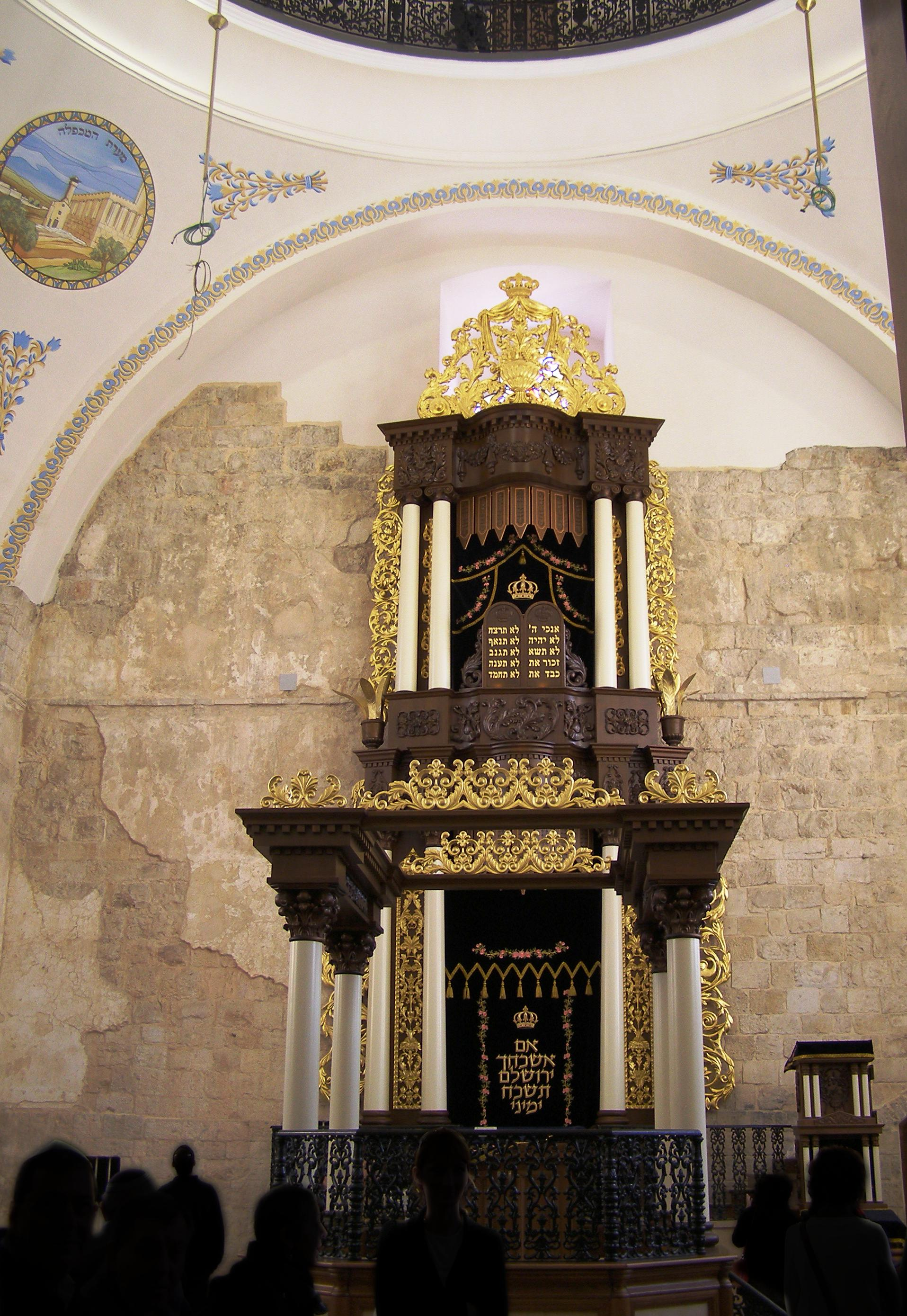
L'arche de la synagogue Hourva dans la vieille ville de Jérusalem. Le verset 5 du psaume 137 est écrit en hébreu sur le rideau de l'arche : Si je t'oublie, Jérusalem, que ma main droite se dessèche!

Le psaume 137 a été mis en musique à de très nombreuses reprises, par des artistes d'horizons et d'époques variés, souvent en retirant les derniers versets.
Au XVIe siècle, le texte latin est utilisé par Palestrina, Tomás Luis de Victoria, Orlando di Lasso, Nicolas Gombert, Luca Marenzio, Philippe de Monte, Costanzo Festa et Antonio Savetta dans des motets pour quatre à huit voix. Quelques décennies plus tard, le compositeur juif italien Salamone Rossi écrit un chant à quatre voix intitulé (עַל נַהֲרוֹת בָּבֶל, Al naharot Bavel). En France, en 1580 Clément Marot l'a traduit en français et Claude Goudimel a composé un motet à quatre voix : « Estans assis aux rives aquatiques »
Au XVIIe siècle, en France, Charles-Hubert Gervais, Henry de Thier « Henry Du Mont » et Marc-Antoine Charpentier (H.170, H.171- H.171 a) composent un « Super flumina Babylonis ».
Au début du XVIIIe siècle, Michel-Richard de Lalande écrit pour Louis XIV un motet en latin (S13) sur le même texte. En 1768, pour le concours du Concert Spirituel, François Giroust compose un grand motet sur ce texte. En 1768, Franz Xaver Richter met également ce psaume en musique.
Au XIXe siècle, l'opus 52 du compositeur Charles-Valentin Alkan s'intitule  Super flumina Babylonis. Le psaume 137 a donné à Verdi l'inspiration du chœur des esclaves Va, pensiero, dans l'opéra Nabucco. En 1863, le jeune Gabriel Fauré, alors âgé de 18 ans, compose pour le concours annuel de l'École Niedermeyer de Paris une pièce pour chœur mixte et orchestre d'une dizaine de minutes sur le texte du psaume Super flumina Babylonis pour laquelle il recevra la mention « très honorable ». À la fin du XIXe siècle, ce psaume a été mis en musique par le compositeur Guy Ropartz.
Au XXe siècle, Harry Patch écrit le morceau By the Rivers of Babylon pour voix et violon adapté, et David Amram le met en musique pour une voix de soprano. Le compositeur estonien Arvo Pärt utilise le texte allemand du psaume dans An den Wassern zu Babel saßen wir und weinten en 1976. Sous le nom de On the Willows, c'est l'un des chants de la comédie musicale Godspell de Stephen Schwartz. Enfin, le psaume 137 constitue l'ouverture de l'oratorio Belshazzar's Feast, de William Walton.
La musique contemporaine se l'est aussi approprié : The Melodians, un groupe jamaïcain, écrit la chanson Rivers of Babylon, qui sera reprise avec succès par Boney M. dans les années 1970. On trouve une autre reprise dans l'album du groupe de rock/reggae Sublime intitulé 40 oz. to Freedom. Le chanteur de reggae juif Matisyahu reprend les versets 5 et 6 pour le chœur dans le single Jerusalem. La chanson City of Sorrows de Fernando Ortega est fondée sur ce psaume. Les chansons Babylon de Don McLean et Al naharot Bavel de Naomi Shemer reprennent le premier verset. En février 2015, Will Butler (membre de Arcade Fire) en a fait une interprétation titrée « By the waters of Babylon » en l'associant à la souffrance subie par les peuples subissant le joug de l'état Islamique, notamment à l'attentat à la culture qu'ont été les événements du musée de Mossoul.
Enfin, le psaume 137 est énormément utilisé (en hebreu, sa langue originale) par les chanteurs et compositeurs juifs et/ou israeliens modernes.

### Littérature

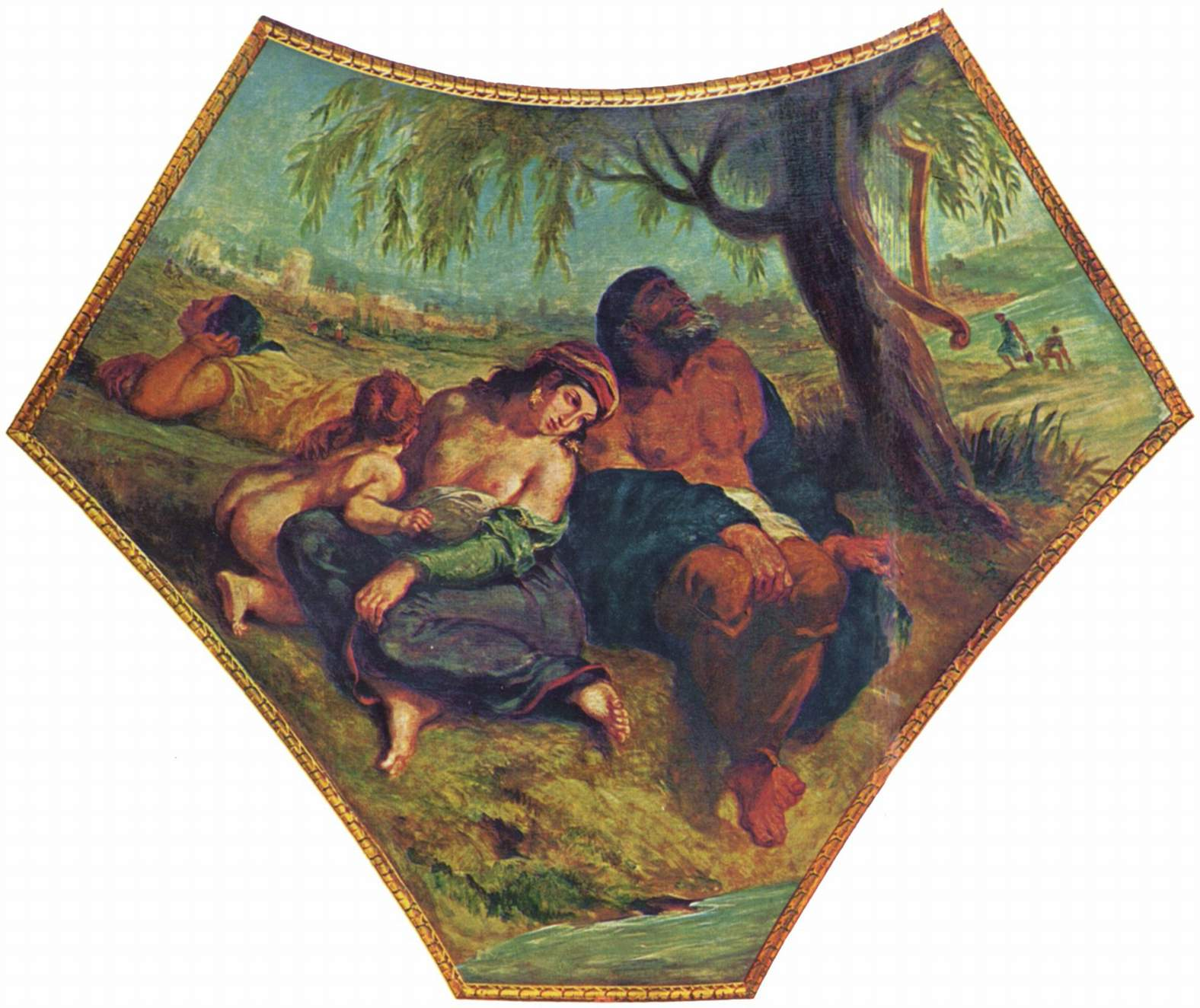
Les Juifs en exil à Babylone, d'Eugène Delacroix, bibliothèque du Palais Bourbon, à Paris.

- Le mystique espagnol Jean de la Croix écrit une paraphrase sur Super Flumina Babylonis lors de son exil au cachot de Tolède.
- Le poète portugais du XVIe siècle Luís de Camões écrit le poème Sôbolos rios que vão por Babilônia, fondé sur le psaume 137,
- Le poète gallois Evan Evans écrit un poème qui paraphrase ce psaume : A Paraphrase of Psalm CXXXVII,
- Un roman de William Faulkner de 1939 reprend le verset 5 : If I forget thee Jerusalem,
- Une nouvelle de Stephen Vincent Benets s'intitule By the Waters of Babylon (Sur les rives de Babylone).
- L'écrivain français Gabriel Matzneff a publié un recueil de poèmes aux éditions de la Table ronde intitulé Super flumina Babylonis.

On trouve aussi de nombreuses paraphrases ou citations des différents versets dans des œuvres diverses, comme Les Frères Karamazov, où le capitaine Snegiryov cite les versets 5 et 6.